# Smidtiola varipes
Smidtiola varipes är en tvåvingeart som beskrevs av Louis-Paul Mesnil 1957. Smidtiola varipes ingår i släktet Smidtiola och familjen parasitflugor.
Artens utbredningsområde är Myanmar. Inga underarter finns listade i Catalogue of Life.